# Římskokatolická farnost Chlumec
Římskokatolická farnost Chlumec (lat. Culma) je církevní správní jednotka sdružující římské katolíky na území města Chlumec a v jeho okolí. Organizačně spadá do ústeckého vikariátu, který je jedním z 10 vikariátů litoměřické diecéze.

## Historie farnosti
První písemná zmínka o farní lokalitě Chlumec pochází z roku 993. Od roku 1384 zde byla plebánie. Matriky jsou vedeny od roku 1636.

### Duchovní správci
Začátek působnosti jmenovaného v duchovní správě farnosti od:
- 28. 7. 1716 Christ. Ign. Burghard
- 20. 3. 1721 Ioann. Georg. Habel
- 28. 5. 1721 Joann. K. Knott
- 13. 6. 1721 Elias Opitz
- 7. 5. 1733 Ioann. Georg. Zechel
- 9. 5. 1753 Daniel Jos. Opitz
- 6. 6. 1758 Carolus Müller
- 29. 7. 1765 Michael Burkert
- 12. 9. 1768 Ignat. Weigel
- 29. 10. 1777 Franz Zechel, farář, v roce 1813 dosáhl 77 let věku, † 1. 9. 1813 (Jako 77letý stařec se připojil ke svým farníkům prchajícím v srpnu 1813 před bitvou s Francouzi do hor nad Chlumcem, kde po několik dní pečoval o skupinu místních dětí. Po bitvě se večer vrátil vyhladovělý a vyčerpaný do své fary, kde byl druhý den ráno nalezen mrtvý.[3])
- 1814 par. vacat, cap. Jos. Wenzel
- 1815 Jos. Schaefer, n. 6. 1. 1755 Grupnens., o. 14. 6. 1778, † 3. 11. 1829
- 1831 Jos. Kalaubner, n. 15. 8. 1788 Ritschens., o. 22. 8. 1815
- 1835 Jos. Schmid, n. 25. 5. 1791 Žežice, o. 13. 4. 1814
- 1840 par. vacat, admin in. spirit. Jos. Jackl
- 1844 Jos. Jackl, n. 28. 11. 1805 Sabnicens., o. 5. 8. 1831
- 1854 chybí katalog
- 1855 Jos. Hampel, n. 7. 10. 1813 Trutnov, o. 3. 8. 1837, † 6. 8. 1897
- 1891 Jos. Hoffmann, n. 25. 5. 1862 Schönbüchel, o. 22. 5. 1887, † 24. 12. 1928
- 1903 par. vacat admin. interc. Anton. Hertl
- 1904 Anton. Hertl O.S.B., n. 20. 2. 1870 Zeidler, o. 14. 5. 1894, † 11. 2. 1954
- 1910 Alfred Pattloch, n. 16. 11. 1873 Colonia (D.), o. 17. 7. 1904
- 1. 8. 1913 Carol. Schunert, n. 2. 2. 1881 Mannsdorf, o. 12. 7. 1908
- 1. 6. 1948 Jan Linhart
- 1. 8. 1954 Karel Smutek
- 1. 12. 1979 Josef Faltejsek
- 1. 7. 1986 Richard Kavan
- 1. 9. 1988 Viktor Maretta
- 1. 10. 1990 Karel Valentin Laburda OP.
- 1. 1. 1993 Antonín Sporer
- 1. 9. 1995 Józef Szeliga
- 1. 7. 1999 Pavel Jančík
- 1. 7. 2002 Miroslav Šimáček, admin. exc. z Ústí nad Labem
- 15. 7. 2025 Martin Davídek, admin. exc. z Ústí nad Labem[4]

Kromě kněží stojících v čele farnosti, působili ve farnosti v průběhu její historie i jiní kněží. Většinou pracovali jako farní vikáři, kaplani, katecheté, výpomocní duchovní aj.

## Území farnosti
Do farnosti náleží území těchto obcí:
- Chlumec (Kulm[p 2])
- Český Újezd (Böhmischneudörfl[p 2])
- Liboňov (Liesdorf[p 2])
- Telnice (Tellnitz[p 2])
- Úžín (Auschine[p 2])
- Varvažov (Arbesau[p 2])
- Žandov (Schanda[p 2])

## Římskokatolické sakrální stavby a místa kultu na území farnosti
| | Fotografie | Stavba                     | Místo       | Bohoslužby                      | Zeměpisné souřadnice             | Status                  | Číslo kulturní památky                      |
| Kostely | Kostely    | Kostely                    | Kostely     | Kostely                         | Kostely                          | Kostely                 | Kostely                                     |
| --- | ---------- | -------------------------- | ----------- | ------------------------------- | -------------------------------- | ----------------------- | ------------------------------------------- |
| 1. |            | Kostel sv. Havla           | Chlumec     | bližší informace o bohoslužbách | 50°41′58″ s. š., 13°56′24″ v. d. | farní kostel            | —                                           |
| 2. |            | Kostel sv. Josefa          | Telnice     | bližší informace o bohoslužbách | 50°43′58″ s. š., 13°57′27″ v. d. | filiální kostel         | —                                           |
| Kaple |            |                            |             |                                 |                                  |                         |                                             |
| 3. |            | Kaple Nejsvětější Trojice  | Chlumec     | bližší informace o bohoslužbách | 50°42′4″ s. š., 13°56′32″ v. d.  | kaple                   | —                                           |
| 4. |            | Kaple Panny Marie Bolestné | Chlumec     | bohoslužby příležitostně        | 50°42′32″ s. š., 13°54′16″ v. d. | kaple                   | —                                           |
| 5. |            | Kaple Panny Marie          | Telnice     | bohoslužby příležitostně        | 50°43′29″ s. š., 13°57′48″ v. d. | obecní kaple            | —                                           |
| 6. |            | Hřbitovní kaple            | Chlumec     | bohoslužby příležitostně        | 50°42′5″ s. š., 13°56′50″ v. d.  | kaple                   | —                                           |
| 7. |            | Kaple                      | Žandov      | bohoslužby příležitostně        | 50°42′23″ s. š., 13°56′48″ v. d. | kaple                   | —                                           |
| 8. |            | Kaple sv. Jáchyma (Žandov) | Žandov      | bohoslužby příležitostně        |                                  | kaple                   | —                                           |
| 9. |            | Kaple sv. Elišky           | Chlumec     | bohoslužby příležitostně        | 50°42′0″ s. š., 13°56′36″ v. d.  | oratoř                  | —                                           |
| 10. |            | Vodní kaple (Chlumec)      | Chlumec     | bohoslužby příležitostně        | 50°41′41″ s. š., 13°57′48″ v. d. | výklenková kaple        | —                                           |
| 11. |            | Kaple křížové cesty        | Chlumec     | bohoslužby příležitostně        | 50°42′ s. š., 13°56′31″ v. d.    | výklenkové kaple        | 43307/5-181 (Pk•MIS•Sez•Obr•WD) (Q20428067) |
| 12. |            | Kaple Panny Marie          | Varvažov    | bohoslužby příležitostně        | 50°43′29″ s. š., 13°57′48″ v. d. | kaple                   | —                                           |
| 13. |            | Kaple (Varvažov)           | Varvažov    | bohoslužby příležitostně        |                                  | kaple                   | —                                           |
| 14. |            | Kaple                      | Liboňov     | bohoslužby příležitostně        | 50°43′36″ s. š., 13°57′21″ v. d. | kaple                   | —                                           |
| Zaniklé sakrální stavby |            |                            |             |                                 |                                  |                         |                                             |
| 15. |            | Kostel sv. Vavřince        | Český Újezd | nelze sloužit                   | 50°40′12″ s. š., 13°58′29″ v. d. | zbořený filiální kostel | —                                           |
| 16. |            | Zámecká kaple sv. Anny     | Chlumec     | nelze sloužit                   | 50°40′11″ s. š., 13°56′29″ v. d. | kaple                   | —                                           |
| 17. |            | Kaple na Mravenčím vrchu   | Chlumec     | nelze sloužit                   | 50°42′17″ s. š., 13°54′51″ v. d. | kaple                   | —                                           |
| Některé drobné sakrální stavby a pamětihodnosti lze dohledat zde v databázi Drobné sakrální památky Zaniklé sakrální stavby lze dohledat zde v databázi Poškozené a zničené kostely, kaple a synagogy v České republice |            |                            |             |                                 |                                  |                         |                                             |

Ve farnosti se mohou nacházet i další drobné sakrální stavby, místa římskokatolického kultu a pamětihodnosti, které neobsahuje tato tabulka.

## Příslušnost k farnímu obvodu
Z důvodu efektivity duchovní správy byl vytvořen farní obvod (kolatura) farnosti Ústí nad Labem, jehož součástí je i farnost Chlumec, která je tak spravována excurrendo.

## Galerie

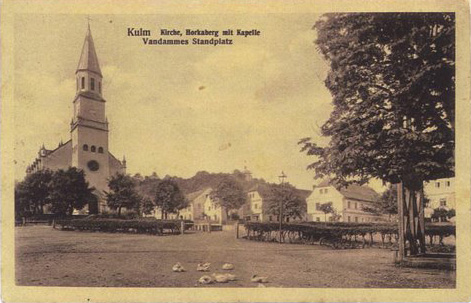
Kostel sv. Havla v Chlumci
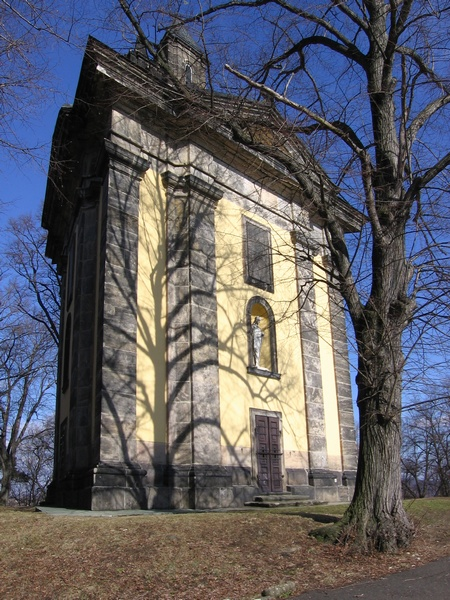
Kaple Nejsvětější Trojice na Horce u Chlumce
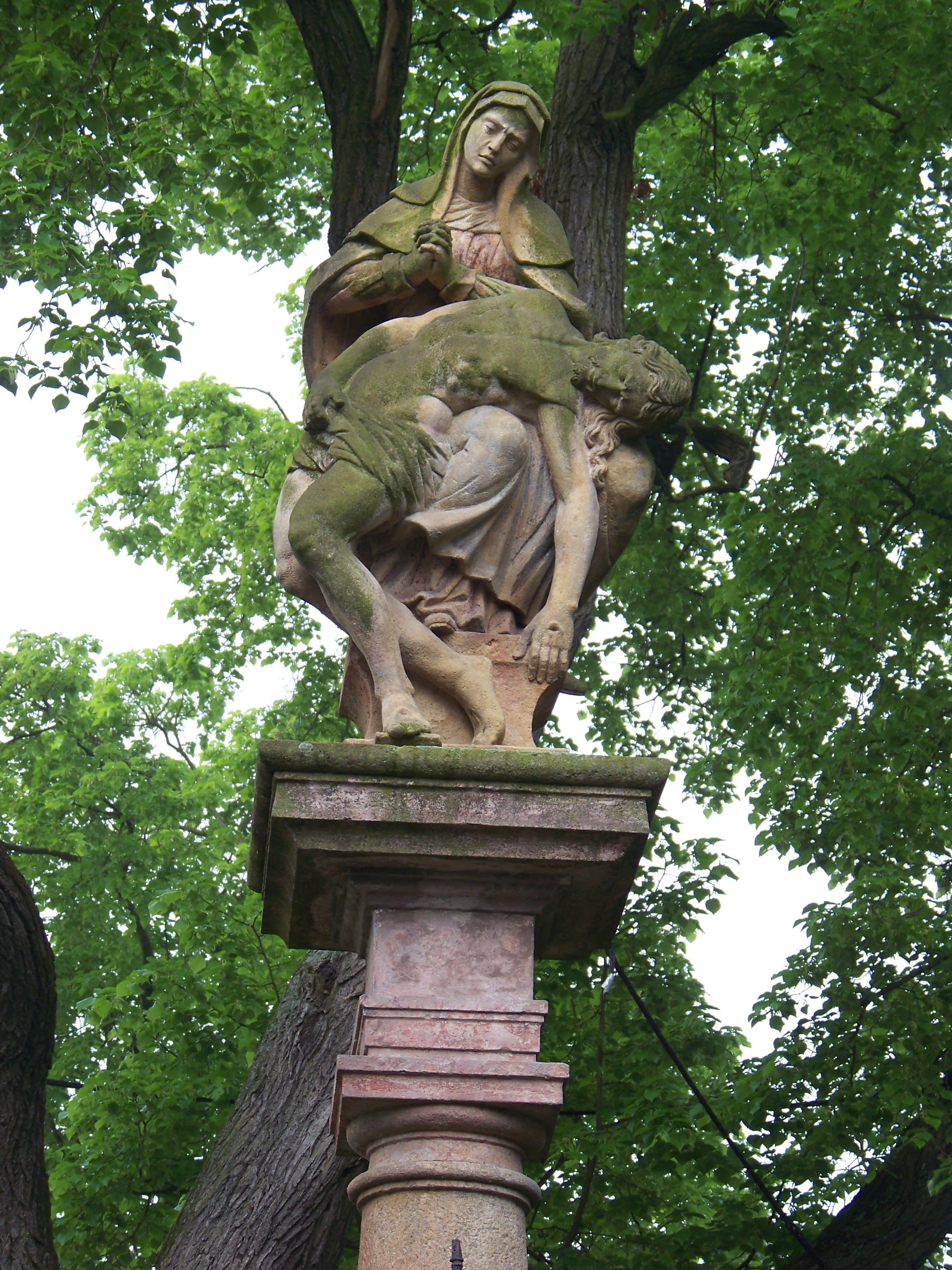
Pieta na náměstí v Chlumci